# Kaple svatého Cyrila a Metoděje (Jeruzalém)
V roce 1935 byla vysvěcena československá, tzv. Cyrilometodějská smírná kaple na svahu Olivové hory v Jeruzalémě. Úsilí vedoucí k tomuto cíli trvalo nicméně déle než samotná doba, po kterou kaple měla sloužit původnímu účelu.

## Počátky a rozvoj ideje
Myšlenku mít ve městě Jeruzalémě kus půdy vlastněné Čechoslováky lze vystopovat už kolem poloviny 20. let dvacátého století. Tehdy ji začal prosazovat monsignor Antonín Bartoš. Od roku 1926, kdy byl v Palestině zřízen československý konzulát, brněnský Palestinský spolek, jehož předsedou prof. Bartoš byl, začal tuto ideu rozvíjet i přímo ve Svaté zemi.
Palestinský spolek (spolu)pořádal do Svaté země poutě, jmenovitě v letech 1905, 1910, 1926, 1928, 1930, 1933 a 1935. Děkovná bohoslužba na závěr pouti v roce 1928 se konala v českém kostele ve vídeňském Rennwegu. Ten spravovali Těšitelé v čele s J. Litomiským, který se tehdy prof. Bartošovi svěřil, že přáním kongregace Těšitelů je usadit se co nejblíže Getsemanské zahrady v Jeruzalémě a tam konat smírné pobožnosti. Myšlenky těchto dvou osobností se přirozeně spojily.

## Aktivita v Palestině
Po pouti v roce 1930 byl požádán tehdejší konzul v Palestině Dr. Vladimír Fritz, aby se pokusil najít na svahu Olivové hory vhodný pozemek ke koupi. Po velkých peripetiích se až na konci roku 1934 podařilo zakoupit pozemek s budovou, která na něm stála. Z tohoto místa byl krásný výhled na jeruzalémské staré město.
Na přestavbě budovy na kapli a miniaturní klášter pracovali mj. brněnský architekt Stanislav Kučera, stavitel inženýr K. Müller, akademický malíř Oldřich Šebor, akademický malíř sklář Jaroslav Václav Holeček.
Oltáře byly navrženy v Brně, ale podle plánů vyrobeny přímo ve svaté zemi.
Drobnější vybavení a výzdobu v 36 bednách přivezli s sebou poutníci roku 1935 po moři.
Strávili v Jeruzalémě několik dní, přičemž v neděli 28. července 1935 proběhlo svěcení kaple za přítomnosti poutníků a dalších významných hostů.
Do konce roku 1935 byl správou budovy pověřen P. Josef Koutný, františkán.
Dne 24. listopadu 1935 přišla po vyřízení nezbytných formalit do Jeruzaléma trojice bratrů Těšitelů:
Longin Gáborik z Detvy, Sarkander Janáček ze Svaté Sidonie a Jiří E. Krejčí z Rousměrova u Velkého Meziříčí. Bratři po vyřízení nezbytností začali naplňovat na první neděli adventní 1935 svůj řeholní program.
Také postupně dokončili stavební práce v kapli i v klášteře.

## Nečekaný konec
Další pouť již nebyla uskutečněna, neboť přišla Druhá světová válka. Kvůli válečným událostem již bratři Těšitelé nemohli chod domu udržet. Po druhé světové válce kaple připadla Svatému stolci a stala se rezidencí apoštolského delegáta v Jeruzalémě, což trvá dodnes. Když papež Pavel VI. počátkem roku 1964 jako poutník navštívil Jeruzalém, přebýval právě ve zmíněné rezidenci.
A právě zde se 5. ledna 1964 setkal papež Pavel VI. s pravoslavným patriarchou Athenagorou I., což byla významná událost v dějinách ekumeny.